# 日枝神社 (沼津市)
日枝神社（ひえじんじゃ）は、静岡県沼津市平町にある神社。他の地域の日枝神社と区別がしやすいように、分かりやすく地名を冠して、沼津日枝神社（ぬまづ ひえじんじゃ）と称されることもある。

## 祭神
- 大山咋神（おおやまくひのかみ）
- 大名牟遅神（おおなむちのかみ）
- 大歳神（おおとしのかみ）

## 歴史
1096年（永長元年）に創建された。当地は関白藤原師通の荘園「大岡荘」であった。1095年（嘉保2年）、源義綱は延暦寺と日吉社の関係者を殺害する事件を起こした。義綱の主君である師通は両寺社の訴えを拒絶したため、両寺社の呪詛により38歳で亡くなった。京極北政所（師通の母）は両寺社の恨みを和らげるため、当地に日吉社の分霊を勧請して神社を創建し、8町8反の田を寄進することになった。これが当社の起源である。
明治になるまで、当社は22か村の総鎮守であった。明治以降の近代社格制度では、1873年（明治6年）に郷社となり、1926年（大正15年）には県社に昇格した。
1615年（元和元年）に発生した火災の後再建し山王宮と名称を変更した。1871年（明治4年）に日吉神社と名称を変更、1874年（明治7年）に日吉神社から日枝神社へ名称を変更した。

## 境内

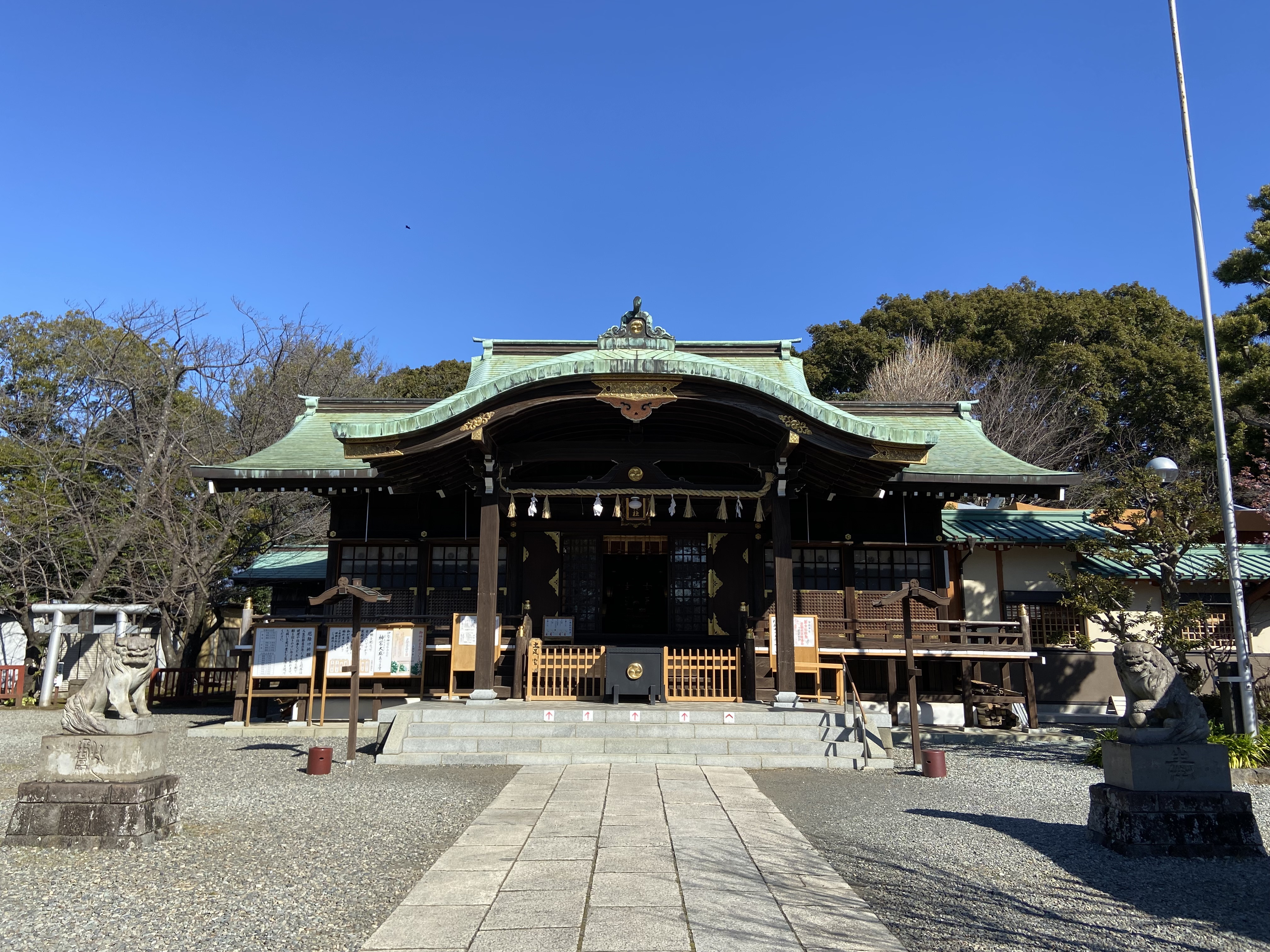
本殿

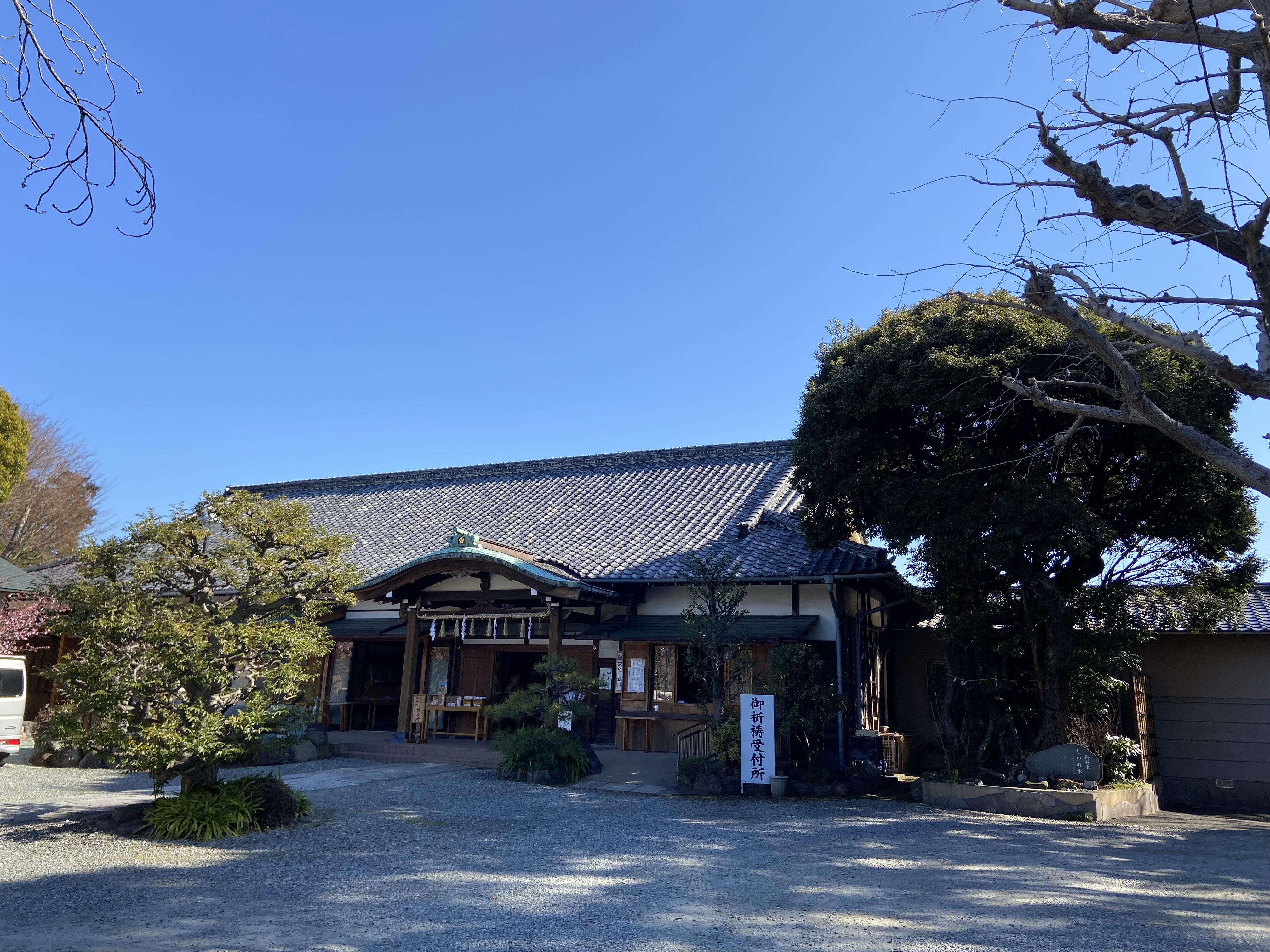
社務所

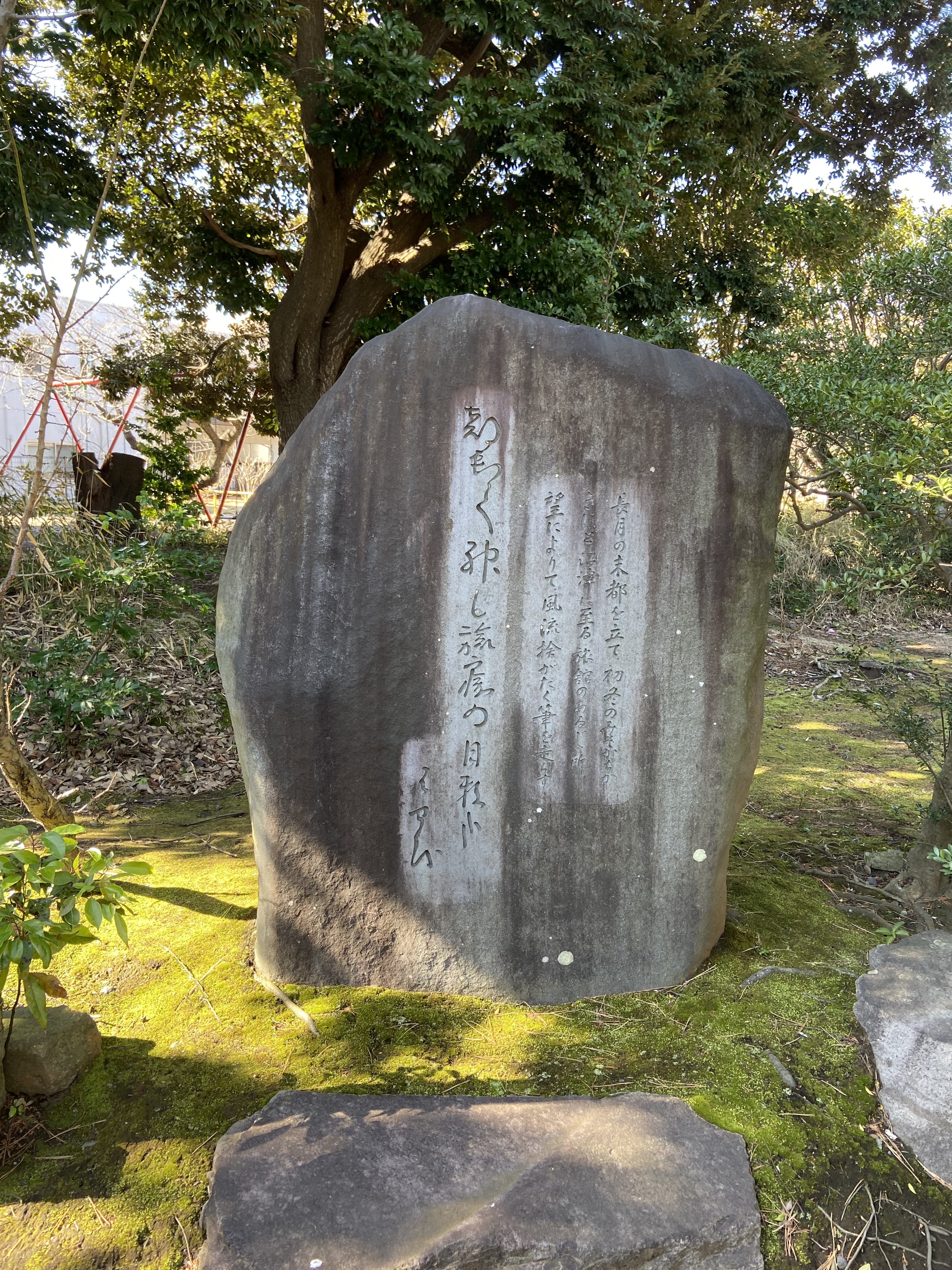
松尾芭蕉の句碑

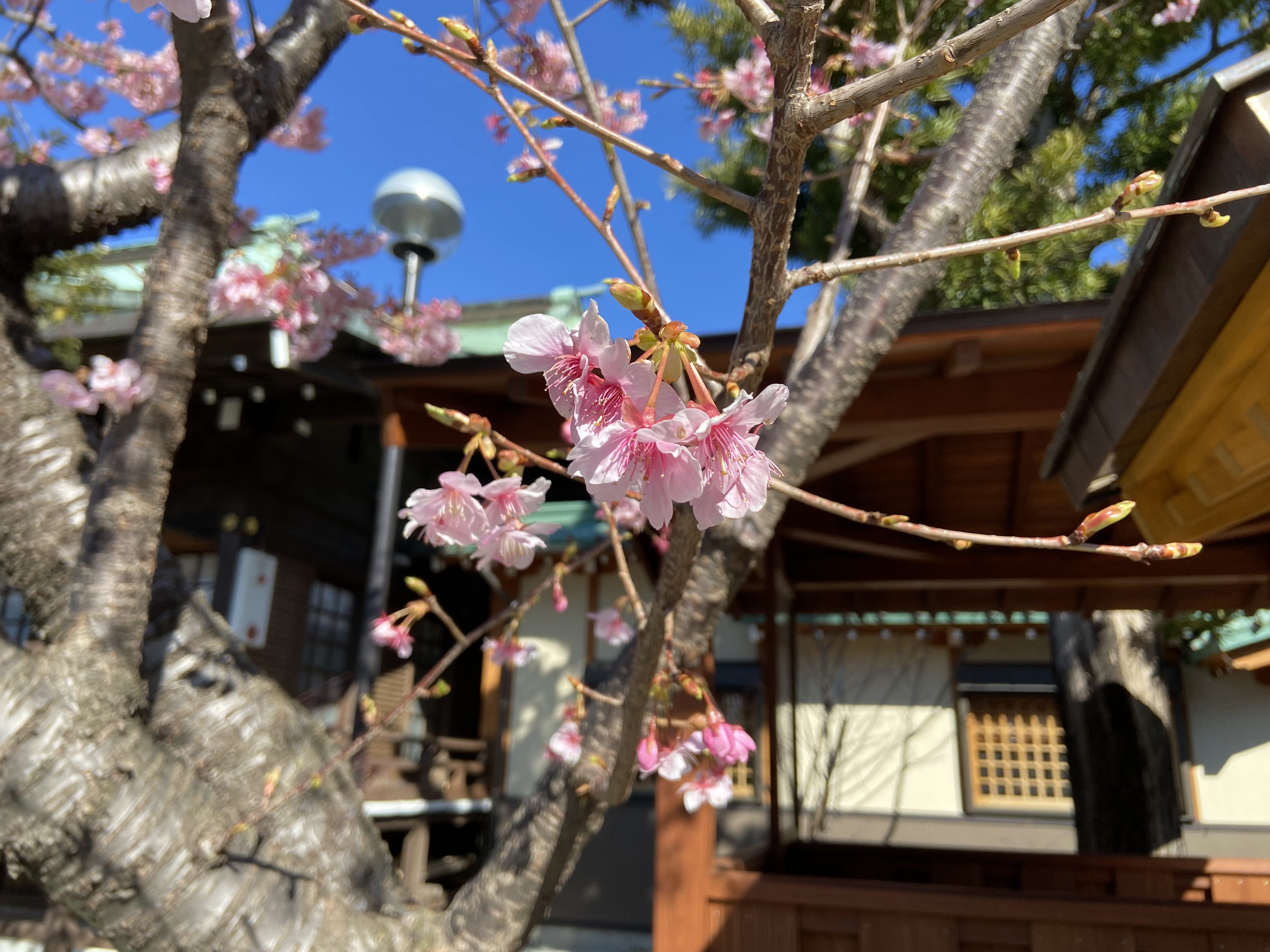
本殿東側の桜

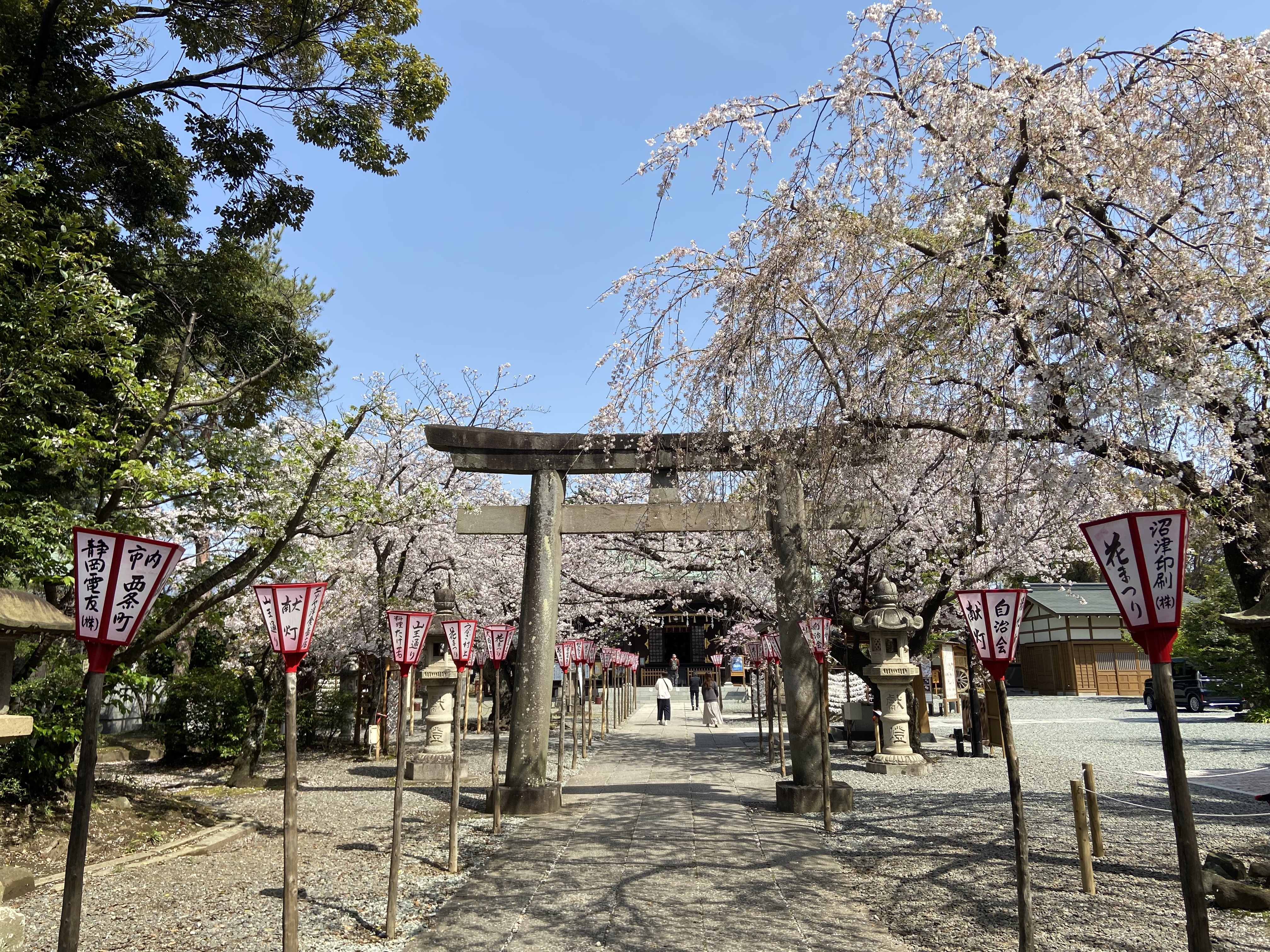
表参道の桜

- 社殿（本殿・相殿・拝殿）
- 宝物庫
- 社務所
- 手水舎
- 記念碑
- 松尾芭蕉句碑
- 御神木（シイの木）
- 三春の滝桜・山王さんの桜
- 表参道大鳥居・石造鳥居

### 境内社
- 高尾山 穂見神社（祭神・倉稲魂命（宇迦之御魂命/お稲荷））

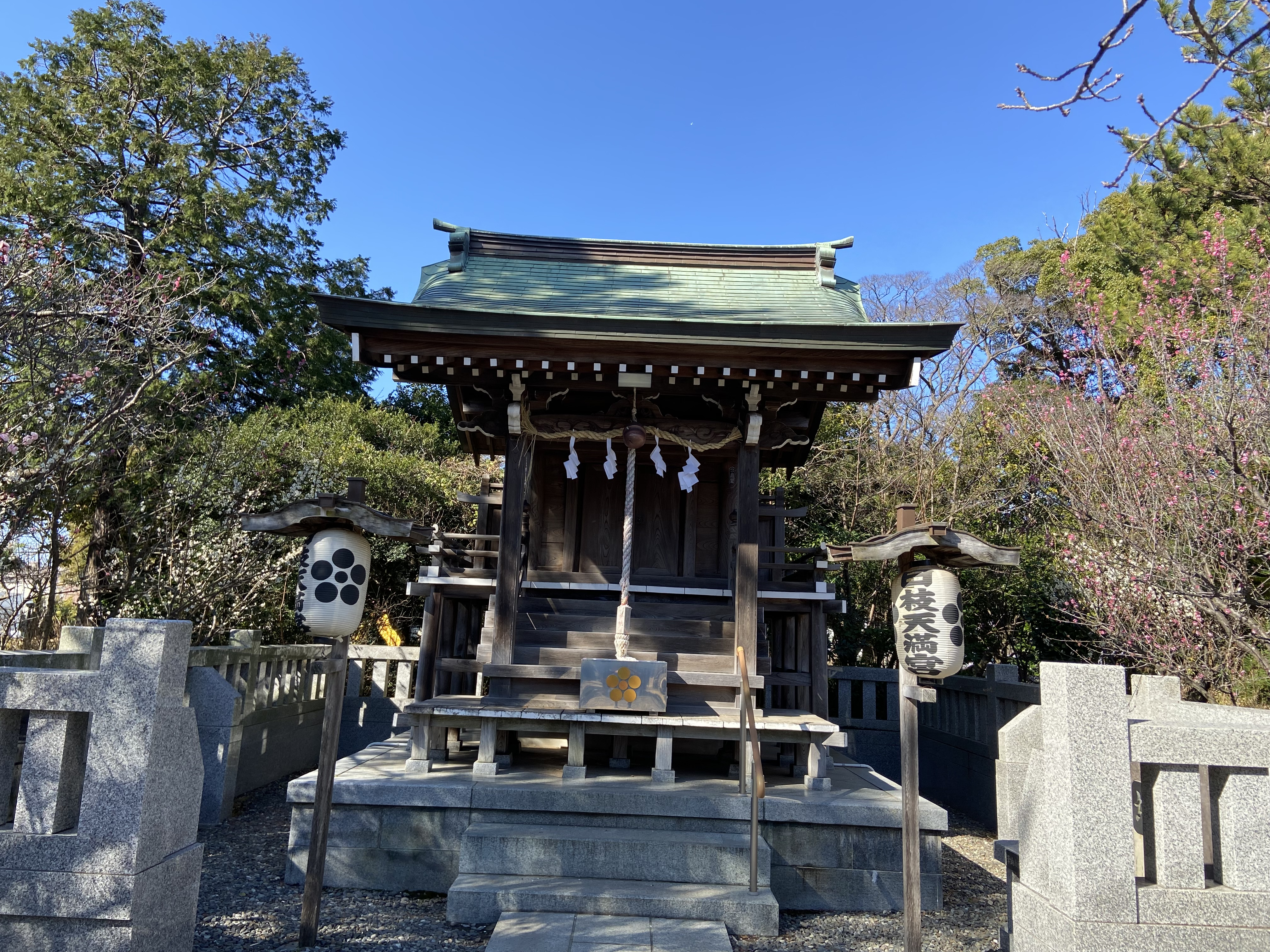
日枝天満宮

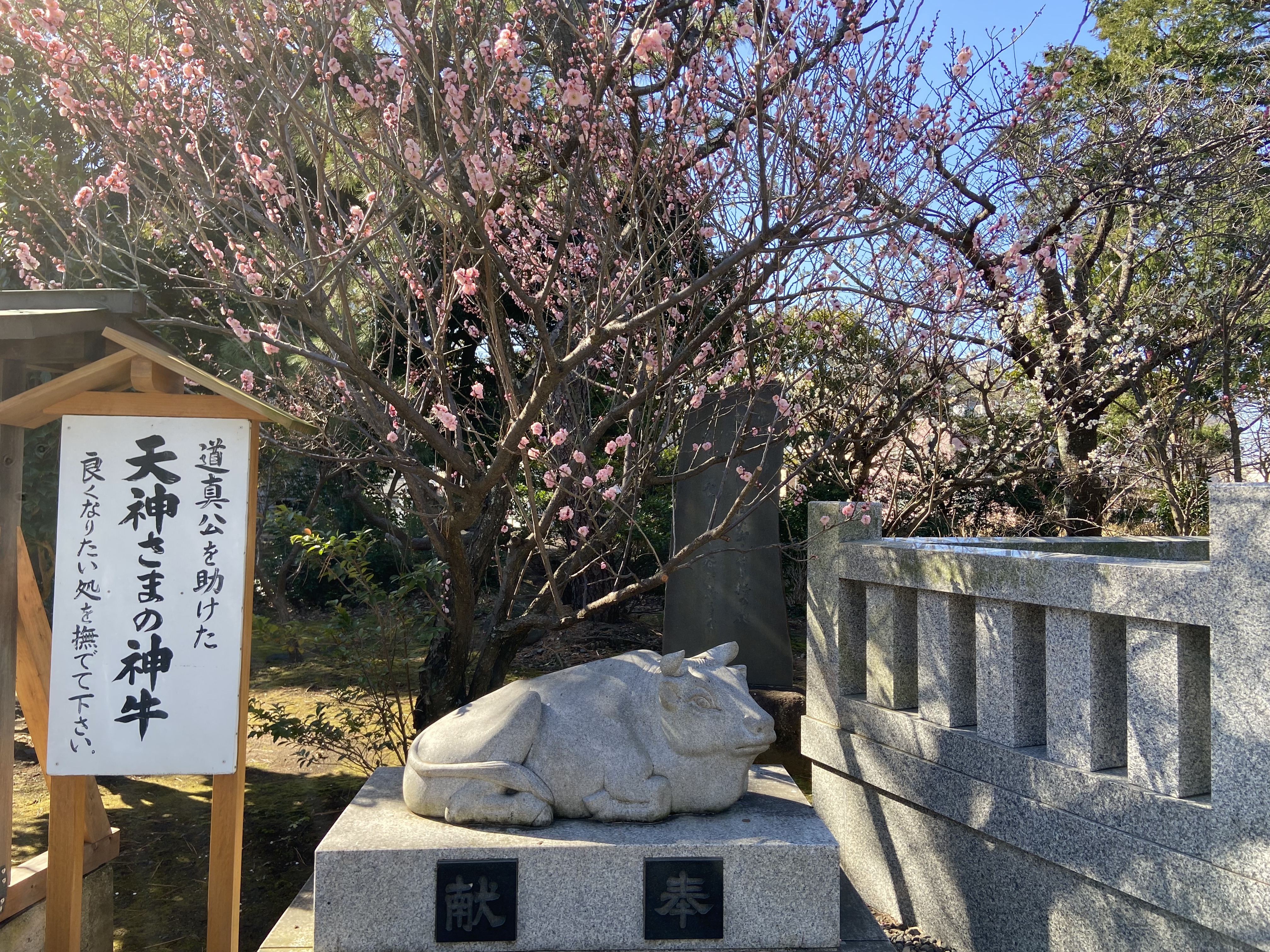
日枝天満宮の牛の像

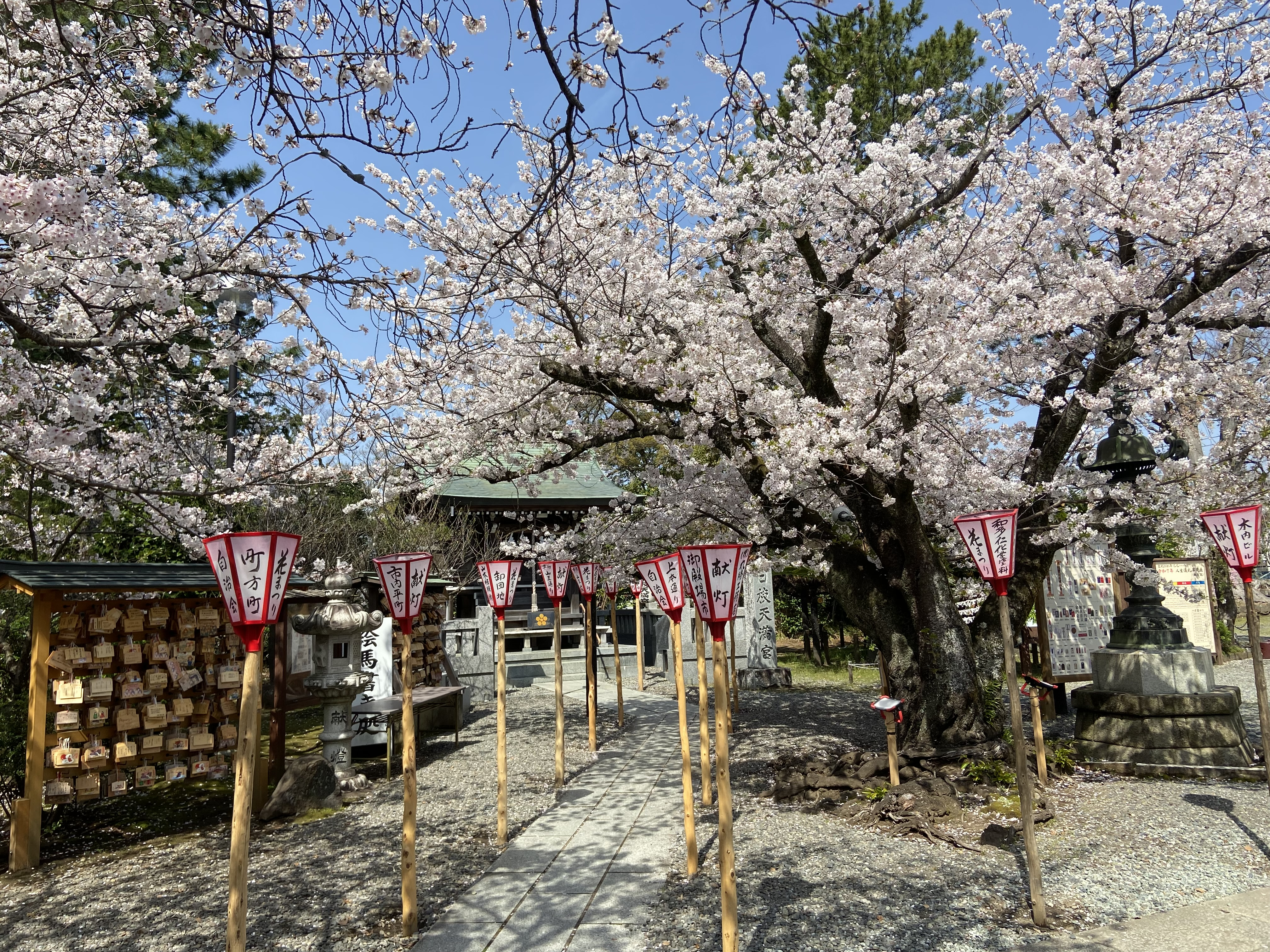
日枝天満宮の桜

- 日枝天満宮（祭神・菅原道真）

## 建築
本社本殿
- 享和3年（1803年）に総欅銅葦屋根にて造営されたのち、1869年（明治2年）に屋根の総葦替実施。その後も、雨漏りの修理を幾度と実施し、現在に至る[8]。大きさは三間四方[9]。

拝殿
- 安政元年（1855年）の安政の大地震にて壊れ、1869年（明治2年）に仮拝殿として改築。その後、1912年（明治45年）に改築を始め、大正初期に完成。後年雨漏りにより、1970年（昭和45年）に青銅屋根として現在に至る[8]。大きさは間口5間半、奥行4間[9]。

鳥居
- 高さ2間3尺、明1間4尺[10]。1935年（昭和10年）に新築された鳥居があり、高さ18尺8寸、明11尺[11]。

境内神社
- 境内神社は四社あり、各社の大きさは葛木社が間口4尺奥行5尺。竈神社が間口4尺奥行5尺。天満宮が間口1間1尺奥行1間3尺。琴平社が間口5尺奥行1間[10]。

社務所
- 1935年（昭和10年）に改築され、おおきさは間口2間半、奥行き9間3尺[11]。

## 文化財
- 紙本著色山王霊験記（重要文化財 1940年（昭和15年）2月26日指定）[12]
  - 「山王縁起　十五巻」「日吉社縁起　十五巻」の絵巻のうち、巻第五の一巻に該当する[13]。この巻末に、1288年（弘安11年）初春（正月）22日に日枝神社（沼津市）の「後葉之亀艦」として調進されたとある[14]。
- 源頼朝公富士巻狩大釜
- 太刀
- 槍
- 古鏡
- 鏃
- 立花左近将監の石灯籠
- 玉砥石
- 長柄の銚子
- 獅子頭の面

## 祭事
- 歳旦祭（1月1日）
- 天神祭り（1月25日直近日曜日） - 日枝天満宮の祭典。
- 節分祭（2月節分）
- 紀元節祭（2月11日） - 橿原神宮関連。
- 祈年祭（3月）
- 花まつり・鎮花祭（4月上旬）
- 夏越の大祓式（6月30日）
- 例大祭（9月23日〜24日）-日枝神社の例祭は、当殿（トウドノ）と呼ばれる少年と御前女（オマエドノ）といわれる少女による特別神事である白砂運びの神事から始まる。かつては9月23日の朝に当殿が11個、御前女が10個の合計21個の平らな石を千本浜で拾い、錦の袋に入れて日枝神社に持ち帰る神事を執り行っていた[16]。しかし、交通事情の悪化により狩野川の堤防上の祭壇で執り行うようになった[17]。直径5センチほどの石を円形に並べ、当殿と御前女がその石を交互に拾い錦の袋に入れる[18]。その後、本殿に赴き三方（神道）に乗せた浜石を神前に献じる。氏子町内では享保8年（1723年）に豪商樽井幸右衛門から奉納された宮神輿の渡御が行われる[19]。

- 七五三詣り（11月15日）
- 新嘗祭（11月下旬）
- 師走の大祓式（12月31日）

## 交通アクセス
- JR東海道本線・御殿場線沼津駅より徒歩13分。